# Draft NBA 1974
Il Draft NBA 1974 si è svolto il 28 maggio 1974 a New York e ha portato in NBA Bill Walton e Len Elmore oltre al futuro head coach delle Indiana Fever, Brian Winters.
La seconda scelta assoluta Marvin Barnes scelse di giocare in ABA con gli Spirits of St. Louis.
Inoltre furono diversi i giocatori scelti in questo draft che parteciparono all'All-Star Game.

## Giocatori scelti al 1º giro
|  | = All-Star     |
|  | = Hall of Fame |

| Scelta | Giocatore             | Nazionalità | Squadra NBA             | Scuola/ex squadra    |
| ------ | --------------------- | ----------- | ----------------------- | -------------------- |
| 1      | Bill Walton (C-F)     | Stati Uniti | Portland Trail Blazers  | UCLA                 |
| 2      | Marvin Barnes (F)     | Stati Uniti | Philadelphia 76ers      | Providence           |
| 3      | Tommy Burleson (C)    | Stati Uniti | Seattle SuperSonics     | North Carolina State |
| 4      | John Shumate (F-C)    | Stati Uniti | Phoenix Suns            | Notre Dame           |
| 5      | Bobby Jones (F)       | Stati Uniti | Houston Rockets         | North Carolina       |
| 6      | Scott Wedman (F-G)    | Stati Uniti | Kansas City-Omaha Kings | Colorado             |
| 7      | Tom Henderson (G)     | Stati Uniti | Atlanta Hawks           | Hawaii               |
| 8      | Campy Russell (F)     | Stati Uniti | Cleveland Cavaliers     | Michigan             |
| 9      | Tom McMillen (F-C)    | Stati Uniti | Buffalo Braves          | Maryland             |
| 10     | Mike Sojourner (C-F)  | Stati Uniti | Atlanta Hawks           | Utah                 |
| 11     | Keith Wilkes (F-G)    | Stati Uniti | Golden State Warriors   | UCLA                 |
| 12     | Brian Winters (G-F)   | Stati Uniti | Los Angeles Lakers      | South Carolina       |
| 13     | Len Elmore (C-F)      | Stati Uniti | Washington Bullets      | Maryland             |
| 14     | Maurice Lucas (F-C)   | Stati Uniti | Chicago Bulls           | Marquette            |
| 15     | Al Eberhard (F)       | Stati Uniti | Detroit Pistons         | Missouri             |
| 16     | Cliff Pondexter (F-C) | Stati Uniti | Chicago Bulls           | Long Beach State     |
| 17     | Glenn McDonald (F-G)  | Stati Uniti | Boston Celtics          | Long Beach State     |
| 18     | Gary Brokaw (G)       | Stati Uniti | Milwaukee Bucks         | Notre Dame           |

## Giocatori scelti al 2º giro
| Scelta | Giocatore               | Nazionalità | Squadra NBA             | Scuola/ex squadra      |
| ------ | ----------------------- | ----------- | ----------------------- | ---------------------- |
| 19     | Don Smith (G)           | Stati Uniti | Philadelphia 76ers      | Dayton                 |
| 20     | Jan van Breda Kolff (F) | Stati Uniti | Portland Trail Blazers  | Vanderbilt             |
| 21     | Billy Knight (G-F)      | Stati Uniti | Los Angeles Lakers      | Pittsburgh             |
| 22     | Truck Robinson (F)      | Stati Uniti | Washington Bullets      | Tennessee State        |
| 23     | Gus Bailey (G-F)        | Stati Uniti | Houston Rockets         | UTEP                   |
| 24     | Len Kosmalski (C)       | Stati Uniti | Kansas City-Omaha Kings | Tennessee              |
| 25     | John Drew (F-G)         | Stati Uniti | Atlanta Hawks           | Gardner-Webb           |
| 26     | Leonard Gray (F)        | Stati Uniti | Seattle SuperSonics     | Long Beach State       |
| 27     | Leon Benbow (G)         | Stati Uniti | Chicago Bulls           | Jacksonville           |
| 28     | Aaron James (F)         | Stati Uniti | New Orleans Jazz        | Grambling State        |
| 29     | Phil Smith (G)          | Stati Uniti | Golden State Warriors   | San Francisco          |
| 30     | Dennis DuVal (G)        | Stati Uniti | Washington Bullets      | Syracuse               |
| 31     | Fred Saunders (F)       | Stati Uniti | Phoenix Suns            | Syracuse               |
| 32     | Jesse Dark (G)          | Stati Uniti | New York Knicks         | Virginia Commonwealth  |
| 33     | Eric Money (G)          | Stati Uniti | Detroit Pistons         | Arizona                |
| 34     | Phil Lumpkin (G)        | Stati Uniti | Portland Trail Blazers  | Miami (Ohio)           |
| 35     | Kevin Stacom (G)        | Stati Uniti | Boston Celtics          | Providence             |
| 36     | Rubin Collins (G)       | Stati Uniti | Portland Trail Blazers  | Maryland Eastern Shore |

## Giocatori scelti al 3º giro
| Scelta | Giocatore              | Nazionalità | Squadra NBA           | Scuola/ex squadra      |
| ------ | ---------------------- | ----------- | --------------------- | ---------------------- |
| 37     | Connie Norman (G)      | Stati Uniti | Philadelphia 76ers    | Arizona                |
| 38     | Foots Walker (G)       | Stati Uniti | Cleveland Cavaliers   | West Georgia           |
| 39     | Kevin Restani (F/C)    | Stati Uniti | Cleveland Cavaliers   | San Francisco          |
| 40     | George Gervin (G/F)    | Stati Uniti | Phoenix Suns          | Eastern Michigan       |
| 41     | Robert Wilson (F)      | Stati Uniti | Houston Rockets       | Iowa State             |
| 42     | Harvey Catchings (C/F) | Stati Uniti | Philadelphia 76ers    | Harding-Simmons        |
| 43     | Darrell Elston (G)     | Stati Uniti | Atlanta Hawks         | North Carolina         |
| 44     | Tal Skinner (F/G)      | Stati Uniti | Seattle SuperSonics   | Maryland Eastern Shore |
| 45     | Kim Hughes (C)         | Stati Uniti | Buffalo Braves        | Wisconsin              |
| 46     | Bruce King (G)         | Stati Uniti | New Orleans Jazz      | Texas-Pan American     |
| 47     | Frank Kendrick (F)     | Stati Uniti | Golden State Warriors | Purdue                 |
| 48     | Jim Bradley (F)        | Stati Uniti | Los Angeles Lakers    | Northern Illinois      |
| 49     | Earl Williams (C/F)    | Stati Uniti | Phoenix Suns          | Winston-Salem          |
| 50     | Rudy Jackson (F)       | Stati Uniti | New York Knicks       | Wichita State          |
| 51     | Roland Grant (C)       | Stati Uniti | Detroit Pistons       | New Mexico State       |
| 52     | Bobby Wilson (G)       | Stati Uniti | Chicago Bulls         | Wichita State          |
| 53     | Roscoe Pondexter (F)   | Stati Uniti | Boston Celtics        | Long Beach State       |
| 54     | Greg McDougald (F)     | Stati Uniti | Milwaukee Bucks       | Oral Roberts           |

## Giocatori scelti nei giri successivi con presenze nella NBA o nella ABA
| Scelta | Giocatore             | Nazionalità | Squadra NBA             | Scuola/ex squadra     |
| ------ | --------------------- | ----------- | ----------------------- | --------------------- |
| 56     | Mickey Johnson (F)    | Stati Uniti | Portland Trail Blazers  | Aurora                |
| 57     | Jimmy Foster (G)      | Stati Uniti | Cleveland Cavaliers     | Connecticut           |
| 60     | Lloyd Batts (G/F)     | Stati Uniti | Kansas City-Omaha Kings | Cincinnati            |
| 63     | Bernie Harris (F)     | Stati Uniti | Buffalo Braves          | Virginia Commonwealth |
| 66     | Stan Washington (G)   | Stati Uniti | Washington Bullets      | San Diego             |
| 68     | Roy Ebron (C)         | Stati Uniti | New York Knicks         | ULL                   |
| 72     | Lionel Billingy (F/C) | Stati Uniti | Milwaukee Bucks         | Duquesne              |
| 77     | Owen Wells (F)        | Stati Uniti | Houston Rockets         | Detroit Mercy         |
| 80     | Dean Tolson (F)       | Stati Uniti | Seattle SuperSonics     | Arkansas              |
| 82     | Ed Searcy (F)         | Stati Uniti | New Orleans Jazz        | St. John's            |
| 86     | Greg Jackson (G)      | Stati Uniti | New York Knicks         | Guilford              |
| 89     | Ben Clyde (F)         | Stati Uniti | Boston Celtics          | Florida State         |
| 92     | Dan Anderson (G)      | Stati Uniti | Portland Trail Blazers  | Southern California   |
| 94     | Collis Temple (F)     | Stati Uniti | Phoenix Suns            | Louisiana State       |
| 98     | Wardell Jackson (F)   | Stati Uniti | Seattle SuperSonics     | Ohio State            |
| 102    | Roy McPipe (G)        | Stati Uniti | Washington Bullets      | Montana State         |
| 112    | Clyde Dickey (G)      | Stati Uniti | Phoenix Suns            | Boise State           |
| 115    | Greg Lee (G)          | Stati Uniti | Atlanta Hawks           | UCLA                  |
| 120    | Dennis Van Zant (F)   | Stati Uniti | Los Angeles Lakers      | Azusa Pacific         |
| 145    | Perry Warbington (G)  | Stati Uniti | Philadelphia 76ers      | Georgia Southern      |
| 154    | Ken Boyd (F)          | Stati Uniti | New Orleans Jazz        | Boston                |
| 160    | Al Skinner (G)        | Stati Uniti | Boston Celtics          | Massachusetts         |
| 169    | Rod Derline (G)       | Stati Uniti | Seattle SuperSonics     | Seattle               |
| 175    | Bill Ligon (G)        | Stati Uniti | Detroit Pistons         | Vanderbilt            |